# Jean-Nicolas Cordier
Pour les articles homonymes, voir Cordier (homonymie).
Jean-Nicolas Cordier, né le 3 décembre 1710 à Saint-André-en-Barrois, dans la Meuse (France) et mort le 30 septembre 1794 à Rochefort, en Charente-Maritime (France) est un prêtre jésuite français, professeur de philosophie et théologie. Il meurt victime des persécutions antireligieuses durant la révolution française. 

## Biographie
Cordier entre au noviciat des jésuites à Nancy le 28 septembre 1728. et étudie la philosophie (1733-1735) et la théologie (1739-1743) à Pont-à-Mousson. Après son ordination sacerdotale - en 1742 à Pont-à-Mousson - il poursuit une carrière d’enseignant de philosophie (à Laon et Strasbourg) et théologie (à Pont-à-Mousson). Il est également supérieur religieux à Reims (1761-1768) tout en étant aumônier des moniales de l’Annonciation.
Lorsque la Compagnie de Jésus est supprimée universellement (1773) Cordier reste en France comme prêtre séculier au service des moniales de Reims, mais en 1790 les ordres religieux sont pourchassés par le pouvoir révolutionnaire. Cordier, qui a déjà 80 ans et n’est pas en bonne santé, est recueilli chez un ami, le chanoine Georges-François Steinhoff, à Verdun.
Refusant de signer allégeance à la 'Constitution civile du clergé' il est arrêté le 28 0ctobre 1793. Prêtre réfractaire ‘insoumis’, et malgré son âge avancé (83 ans), il est condamné à la déportation en Guyane. La présence de bateaux ennemis (anglais) au large de Rochefort empêche toute traversée de l’Atlantique. Avec d’autres prêtres catholiques Cordier croupit de longs mois sur le  ‘Washington’, un des trois bateaux-prisons de Rochefort. Tombant gravement malade il est transféré dans un hôpital de fortune sur une île voisine où il meurt le 30 septembre 1794.
Il est une des 254 victimes des pontons de Rochefort, enterré dans les sables de l’île d'Aix voisine. Jean-Nicolas Cordier fait partie du groupe des 64 prêtres français béatifiés par le pape Jean-Paul II le 1er octobre 1995.

## Vénération
Jean-Nicolas Cordier est béatifié le 1er octobre 1995 et liturgiquement commémoré le 9 juin avec Joseph Imbert et d’autres prêtres français. Il est aussi commémoré individuellement à la date de sa mort le 30 septembre.